# Дискреција зајамчена
„Дискреција зајамчена” је југословенски кратки ТВ филм из 1972. године. Режирао га је Крешимир Голик а сценарио је написао Младен Керстнер.

## Улоге
| Глумац           | Улога |
| ---------------- | ----- |
| Вероника Ковачић |       |
| Вера Мишита      |       |
| Мартин Сагнер    |       |